# Psicologia del rumor
Bona part de la nostra conversa quotidiana es compon de trànsit de rumors. Tot tema, des de la moral del nostre veí fins al destí, atreu interessants i pertorbadors rumors. Sempre que hi ha tensió social, floreix el rumor. Quan no es disposa de dades exactes i completes sobre una qüestió, o quan no se'ls dona crèdit, abunden els rumors. Com que els rumors poden arruïnar per complet la reputació de persones, desacreditar causes i soscavar la moral, la seva manipulació és un instrument comú de propaganda.

## Factors dels quals depèn el rumor
Els psicòlegs Gordon Allport i Leo Postman van proposar una proporcionalitat matemàtica per definir el rumor: 
(Rumor) és proporcional a (Importància) x (Ambigüitat)
Sobre aquest tema van escriure: “Traduïda en paraules, la fórmula significa que la quantitat del rumor circulant variarà amb la importància de l'assumpte per als individus afectats, multiplicada per l'ambigüitat de la prova o testimoniatge tocant a aquest assumpte. La relació entre importància i ambigüitat no és additiva sinó multiplicadora, ja que amb una importància o ambigüitat igual a zero, no hi ha rumor”.

## Causes que l'originen
En la seva obra sobre el rumor, Allport i Postman assenyalen que un gran trànsit de rumors sorgeix d'alguna cosa tan poc complicat com el desig d'una conversa interessant i el gaudi d'una xafarderia picant o poc usual. No obstant això, una persona s'inclina més a recordar i a estendre un rumor si aquest serveix per a alleujar, justificar i explicar les seves tensions emocionals. La gent a qui desagraden els republicans, que odia als negres o tem als comunistes, recordarà i repetirà rumors nocius per a aquests grups.
El rumor canvia constantment a mesura que s'estén, ja que els seus portadors el desfiguren inconscientment per a adaptar-lo a la forma que millor ratifiqui els seus antagonismes. Els individus accepten i atien un rumor, sense sotmetre'l a cap crítica, si encaixa en el seu patró de preferències i desgrats, o si li proporciona una explicació emocionalment satisfactòria d'algun fenomen que els preocupi.

## Processos associats a la transmissió de rumors
El procés mitjançant el qual es construeixen les representacions socials té més que una simple semblança passatgera amb la manera en què es desenvolupen i comuniquen els rumors. Un dels primers estudis del rumor va ser dut a terme per Allport i Postman (1945). Van observar que si els participants de l'experiment descrivien una fotografia a algú que no l'havia vist i després aquesta persona la descrivia a una altra i així successivament, només persistia el 30% del detall original després de 5 redescripcions. Van identificar 3 processos associats amb la transmissió de rumors:
1- Anivellament: el rumor es torna ràpidament més curt, menys detallat i menys complex.
2- Agudització: s'emfatitzen i s'exageren selectivament certes característiques del rumor.
3- Assimilació: el rumor és distorsionat d'acord amb els prejudicis, les parcialitats, els interessos i les agendes preexistents en la gent.
Estudis més naturalistes han trobat menys distorsió en la transmissió de rumors.

## Ansietat i rumors
Que els rumors siguin distorsionats o no, i fins i tot que es transmetin, sembla dependre del nivell d'ansietat d'aquells que escolten el rumor. La incertesa i l'ambigüitat augmenten l'ansietat i l'estrès, la qual cosa porta a la gent a buscar informació amb la qual racionalitzar l'ansietat, la qual cosa augmenta, al seu torn, la difusió del rumor. Que el consegüent rumor es distorsioni o es torni més precís depèn de si la gent considera el rumor amb una orientació crítica o acrítica. En el primer cas, el rumor es refina, mentre que en l'últim (que sol acompanyar a una crisi), es distorsiona.

## Influència en l'economia
Els rumors sempre tenen una font, i sovint aquesta font elabora deliberadament el rumor per un motiu específic. El mercat de valors és un context perfecte per a l'elaboració de rumors. Al final de la dècada dels noranta el rumor va exercir un paper evident en l'augment del valor de les companyies dot com (punt com), que després van col·lapsar en la fusió NASDAQ a principis de l'any 2000.
Un altre motiu per a elaborar intencionalment rumors és desacreditar a individus o a grups. Una organització pot difondre un rumor sobre un competidor per a afeblir la seva participació en el mercat, o un grup social pot propagar un rumor per a culpar a un altre grup d'una crisi generalitzada.

## Influència en lapolítica
Les teories de la conspiració o del complot són teories causals elementals i exhaustives que atribueixen calamitats naturals i socials generalitzades a les activitats intencionals i organitzades de certs grups socials que es considera que formen cossos conspiranoics per a arruïnar i després dominar a la resta de la humanitat. La teoria conspirativa millor coneguda és el mite de la conspiració jueva, que emergeix periòdicament i sovint provoca persecució sistemàtica massiva.

## Influència en la guerra
En les guerres modernes, la defensa contra el rumor en el front intern té la seva contrapart en l'ofensiva de rumors dirigida contra l'enemic. La guerra psicològica conduïda pels nazis se centrava principalment en l'estratègia de “divideix i impera” i l'estratègia del terror. Els alemanys van infectar els països triats amb rumors derrotistes i terrorífics. Utilitzant la ràdio com a vehicle, els rumors se succeïen incessantment a Polònia, França i els Països Baixos.
Sobretot en camps d'operacions remots, privats de les fonts de notícies normals, el rumor era l'únic venero de “informacions”. En un vaixell, els oficials del pont de comandament potser estiguessin “al corrent”, però el mariner quedava a la mercè de les xafarderies corrents. Les tropes que esperaven el moment de partir (cap a on?) substituïen el punt de destinació amb el fruit de la imaginació hipersensible.